# Sant Martí Sarroca
Sant Martí Sarroca là một đô thị trong ‘‘comarca’’ Alt Penedès, Barcelona, Catalonia, Tây Ban Nha.

## Biến động dân số
| 1900 | 1930 | 1960 | 1990 | 2006 |
| ---- | ---- | ---- | ---- | ---- |
| 1940 | 2588 | 2294 | 2428 | 2849 |

- Biến động dân số từ năm 1717 đến năm 2006

1717-1981: población de hecho; 1990-: población de derecho